# Nofou
Nofou  è una città e sottoprefettura della Costa d'Avorio appartenente al dipartimento di Dimbokro. Conta una popolazione di 6 633 abitanti (censimento 2014).